# シコクナベワリ
シコクナベワリ　Croomia kinoshitae Kadota はビャクブ科の植物の1つ。ナベワリに似るが、花弁が同型同大である点が異なる。四国の固有種である。

## 特徴
常緑性の草本。草丈は40-58cmほど。地下に根茎を水平に伸ばし、長さは5cmまで、数珠状を呈し、その節間は3-5mm、時に18mmになる。根は紐状で肉質、径は2-2.5mm、束状に出る。茎は下方の半分ほどが直立し、それより先は傾いて伸びる。無毛で枝分かれはせず、茎の下側の2/3ほどが紫がかる。
基部の葉は黄白色で膜質、長さ1cmで卵状楕円形の鱗片状となっている。茎から出る葉の下位のものは淡い黄緑色で半透明になっており、膜質で鱗片状で鞘を形成している。茎の上の方から出る4-7枚の葉がいわゆる葉の形となっている。これらの葉は茎の上半分にあって互生し、葉身は卵状長楕円形から狭卵形、長さ7-14cmで幅は2.5-7.5cm。5-7本の脈が走り、先端は尖り、基部は切り落とした形からややくぼんで浅い心形、時にはくさび状となっている。葉質は膜質だが縁沿いがやや厚くなる。上の面は明るい緑で下面は粉を吹いたようでつやがある。縁には細かな鋸歯がある。葉柄は長さ1.5-2.5cmで無毛、茎を抱き、葉身は短く葉柄に流れる。
花期は5月から6月（4-7月とも）で、花は径8-16mm、葉腋から出て2-3個の花を緩やかな集散花序に付けるが、時に単独で出る。苞があり、花梗は長さ3-5cm、無毛で基部に関節があって太くなっている。苞葉は小さくて長さ1-2mm、膜質で披針形をしている。花被片は4枚あり、十字に配置し、いずれも大きさ、形がほぼ等しく長さ5-8mm、幅3-5mmの広卵形をしている。色は淡い緑で果実の時期まで残る。花糸は黄緑色で少し曲がっており、乳頭状の突起がある。

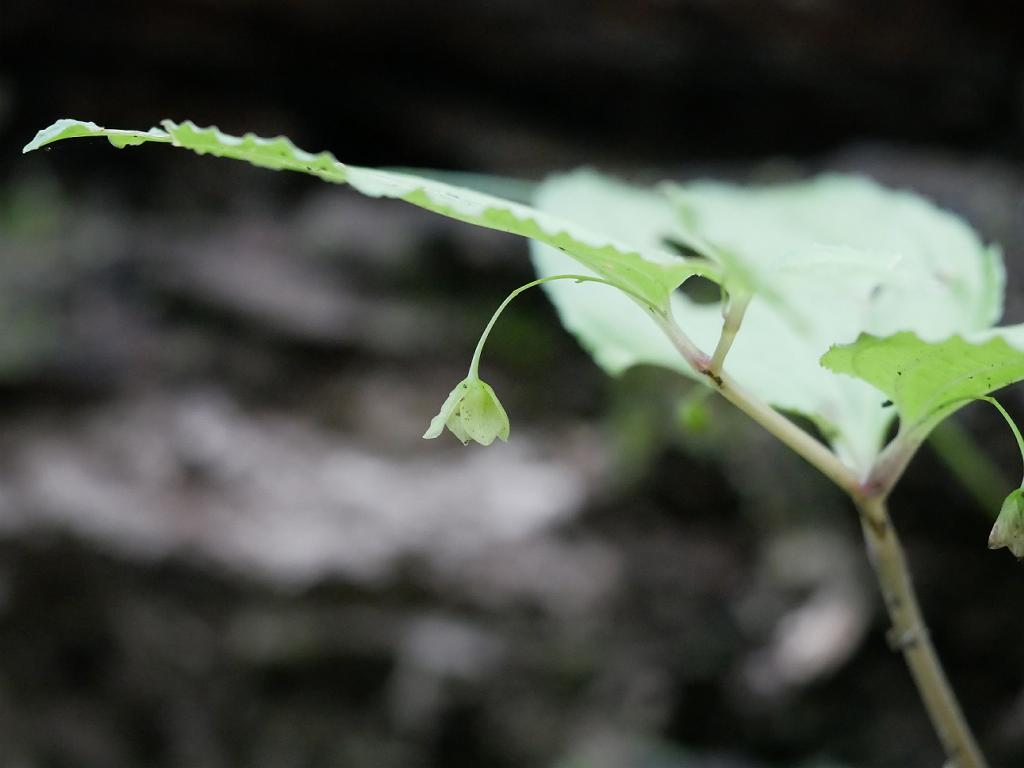
ぶら下がる花
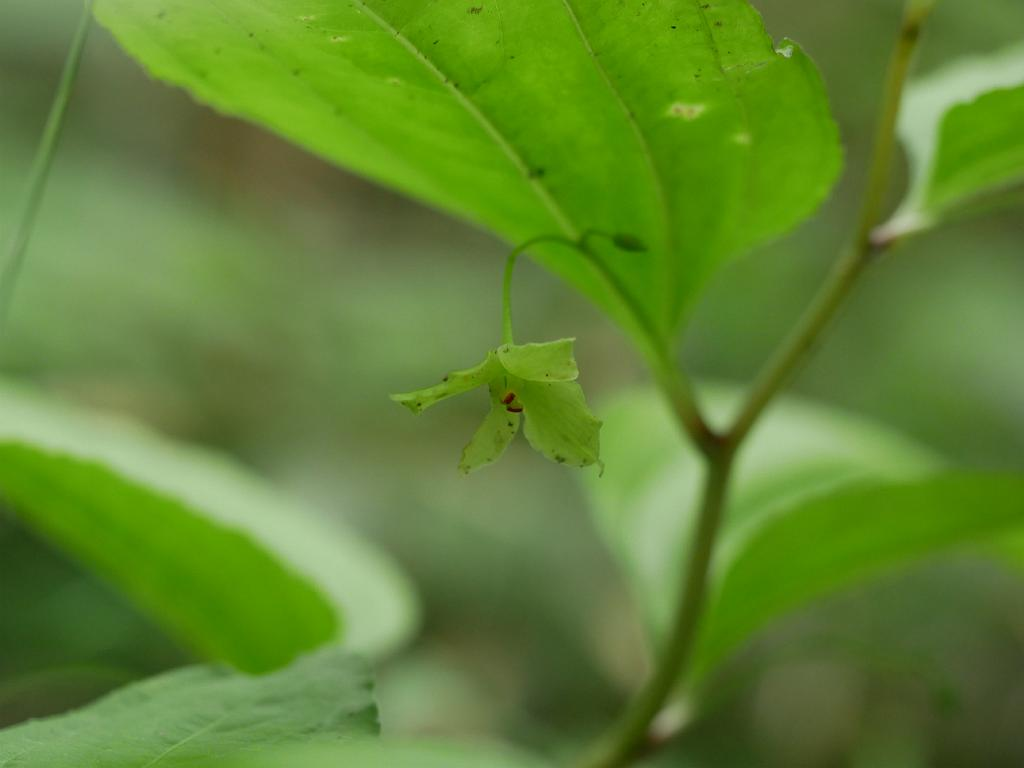
花を下から見たところ
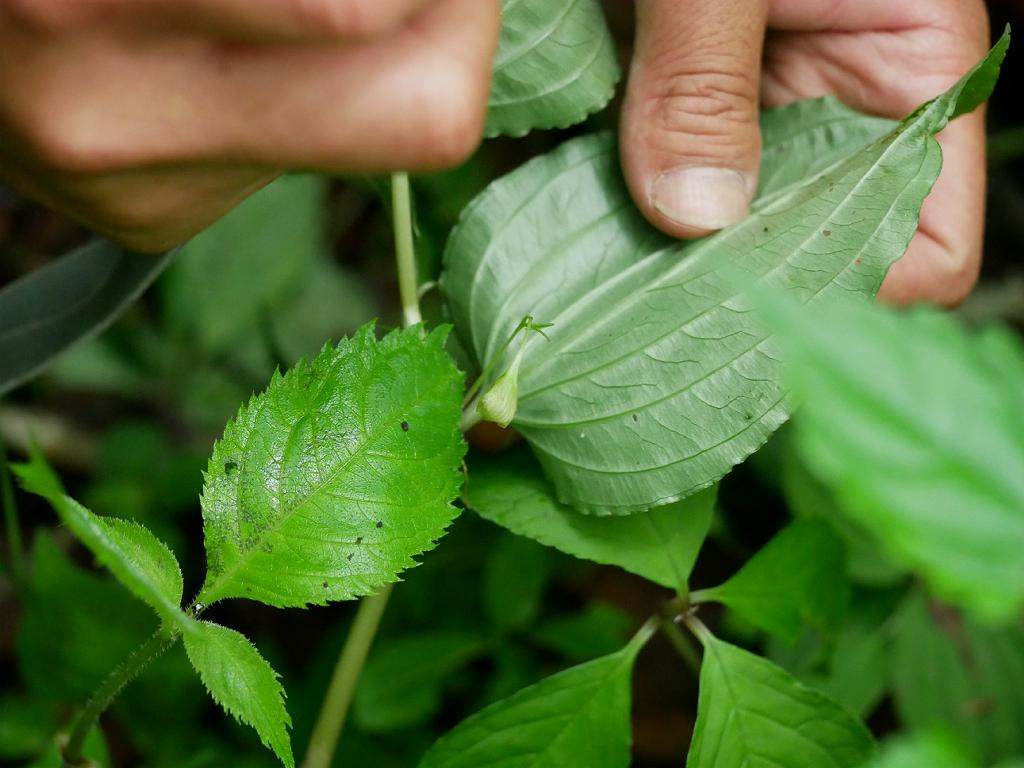
葉裏のつぼみを示す 葉の縁に鋸歯があるのも見える

## 分布と生育環境
日本特産で、四国（小豆島を含む）にのみ分布する固有種である。Kadota(2012)の記録によるとその採集地点は四国4県すべてにわたる。特に徳島県、高知県、愛媛県ではそれぞれに複数の分布が確認されており、その範囲は四国の中部山岳域から南部に拡がり、3県の県境に集中している、というような限定的なものではない。香川県だけは四国島内での記録がないが、小豆島で確認されている。
その生育環境は本属の他種と同じようなもので、温帯域の樹林下、あるいはスギ植林地で見られる。また本種の分布域は以前から知られた種であるナベワリと重複するが、同所的に見られる生育地はなかったといい、つまり個々の生育地ではどちらかの1種のみしか見られなかったということである。

## 近縁種など
ナベワリ属には世界に7種あり、そのうちで5種が日本産である。このうちで本種ともっともよく似ているのが本州の関東以西、四国、九州に広く分布するナベワリ C. heterosepaka で、植物体の様子はよく似ているが、本種では花被片四枚がほぼ同型同大であるのに対してこの種では外花被片の1枚だけが特に大きくなっている。このほかにKadota(2012)はこの種との違いとして本種では花糸が細長くて僅かに湾曲すること、葉の縁に不規則な細かい鋸歯が出ることなどをあげている。ナベワリの場合、葉の縁は細かく波打つが鋸歯はなく、花糸は真っ直ぐで黒紫色をしている。
それ以外のヒメナベワリ C. japonica 、コバナナベワリ C. aitoana 、ヒュウガナベワリ C. hygaensis の3種はいずれも花被片が反り返る特徴があり、また概して本種より花が小さい。

### 発見の経緯
2010年、徳島県鳴門市のMr. Satoru Kinoshita が本種を記載したYuichi Kisidaにこの植物の標本と写真を送り、その分類上の位置について質問したのが本種発見の始まりであった。ちなみにこの年は宮崎県で本属の新種が2種（上記のコバナナベワリとヒュウガナベワリ）発表された年でもあり、それまでは本属の日本産の種はナベワリとヒメナベワリの2種のみと考えられてきた。送られてきた植物は明らかにナベワリに似ているが別種と判断されるものであり、Kadotaは高知県立植物園の Dr. Nobuyuki Tanaka に高知県の標本についてこの植物の調査を依頼し、確かにこれが四国に分布するものであることを確かめた。Dr. Tanaka は2011年5月にこの植物について野外調査を行い、標本等をKadota に送り、Kadota はこれらの資料と自ら採集したものを総合し、それらが同一のものであるとの判断から2012年に新種として発表したものである。

## 保護の状況
環境省のレッドデータブックには取り上げられていない。県別では徳島県が絶滅危惧I類に指定しているが、その理由については個体数が少ないとのみあり、特段の危険性などは指摘されていない。